# Diego Bardanca
Diego Bardanca Flórez (* 20. März 1993 in León, Spanien) ist ein philippinisch-spanischer Fußballspieler.

## Karriere

### Verein
Diego Bardanca erlernte das Fußballspielen in der Jugendmannschaft von Deportivo La Coruña im spanischen A Coruña. Seinen ersten Vertrag unterschrieb er 2011 bei Real Valladolid B in Valladolid. Bis März 2017 spielte er für die spanischen Vereine Recreativo Huelva B, CD Eldense und Atlético Levante UD B. Im März 2017 ging er nach Finnland, wo er einen Vertrag beim Seinäjoen JK unterschrieb. Mit dem Verein aus Seinäjoki spielte er 23-mal in der ersten Liga, der Veikkausliiga. Im Januar 2018 kehrte er nach Spanien zurück. Hier spielte er bis Februar 2019 für UD Ibiza und Gimnástica de Torrelavega. Im Februar 2019 nahm ihn der polnische Zweitligist Bytovia Bytów unter Vertrag. Mit dem Verein aus Bytów spielte er zwölfmal in der zweiten Liga. Im Juni 2019 verließ er Polen und ging nach Serbien, wo er einen Vertrag beim FK Inđija in Inđija unterschrieb. Im Februar 2020 wechselte er nach Slowenien. Hier unterschrieb er in Nova Gorica einen Vertrag beim Zweitligisten ND Gorica. Am Ende der Saison stieg er mit dem Verein in die erste Liga auf. Im Januar 2021 unterzeichnete er einen Vertrag bei Lokomotiv Taschkent. Der Verein aus der usbekischen Stadt Taschkent spielte in der ersten Liga. Für Lokomotiv stand er viermal in der ersten Liga auf dem Spielfeld. Im Juli 2021 ging er wieder nach Polen, wo ihn der Zweitligist Puszcza Niepołomice unter Vertrag nahm. Mit dem Verein aus Niepołomice spielte er fünfmal in der zweiten Liga. Anfang November 2021 wurde sein Vertrag nicht verlängert. Von November 2021 bis März 2022 war er vertrags- und vereinslos. Am 11. März 2022 zog es ihn nach Thailand, wo er einen Vertrag bei Buriram United unterschrieb. Der Verein aus Buriram spielt in der ersten Liga, der Thai League. Da er seinen Vertrag nach der Wechselperiode unterschrieb, ist er für die Saison 2021/22 nicht spielberechtigt. Zur Saison 2022/23 konnte er dann für Buriram auflaufen. In der Hinrunde bestritt er sieben Erstligaspiele für den Meister. Im Dezember wechselte er auf Leihbasis zum ebenfalls in der ersten Liga spielenden Chonburi FC. Für den Verein aus Chonburi bestritt er zwölf Erstligaspiele. Nach der Saison wurde sein Leihvertrag nicht verlängert und er kehrte nach Buriram zurück. In Buriram wurde sein Vertrag ebenfalls nicht verlängert. Im Juli 2023 wechselte er nach Indonesien zum Erstligisten Persis Solo. Hier bestritt er 18 Ligaspiele. Nach einer Spielzeit zog es ihn nach Hongkong, wo er einen Vertrag beim Erstligisten Kitchee SC unterschrieb. Nach drei Ligaspielen kehrte er im Juli 2025 wieder nach Thailand zurück. Hier nahm ihn der Erstligaaufsteiger Kanchanaburi Power FC aus Kanchanaburi unter Vertrag.

### Nationalmannschaft
Diego Bardanca absolvierte 2022 drei Testspiele für die philippinischen A-Nationalmannschaft. Sein Debüt gab er am 23. März 2022 bei einer 0:2-Niederlage gegen Malaysia.